# Senare Zhou
Senare Zhou (kinesiska: 后周, Hòu Zhōu) var en kortlivad kinesisk dynasti som varade från år 951 till 960 under tiden för De fem dynastierna och De tio rikena. Senare Zhous huvudstad var Bian (汴京) (dagens Kaifeng). Dynastin grundades av Guo Wei (904-954). Gul Wei adopterade Chai Rong som blev Senare Zhous andra kejsare under namnet Guo Rong. År 960, året efter att Guo Rong avlidit, tog den militära befälhavaren Zhao Kuangyin makten och grundade Songdynastin, som kom att bli en av Kinas största kulturella storhetstider.